# Rivoluzione del Baden
La rivoluzione del Baden (detta anche Rivoluzione badense o Rivoluzione di Baden, in tedesco: Badische Revolution) fu una rivolta popolare che ebbe luogo nel Baden tra il marzo del 1848 ed il giugno del 1849. Come altre rivolte scoppiate nel Palatinato e nei territori renani, quella del Baden fu parte della Rivoluzione tedesca del 1848-1849.
Si compose di tre momenti distinti: la prima fase fu contraddistinta dalla rivolta di Hecker, la seconda dal putsch di Struve e la terza dalla rivolta del Baden.

## La rivoluzione

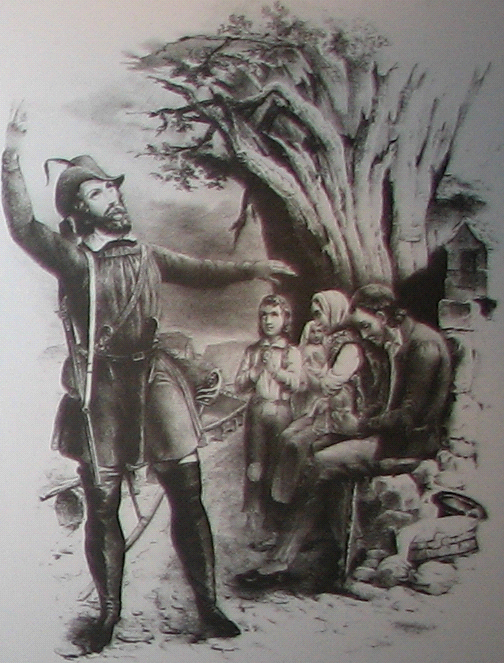
Ritratto stilizzato di Friedrich Hecker (1811–1881), a sinistra

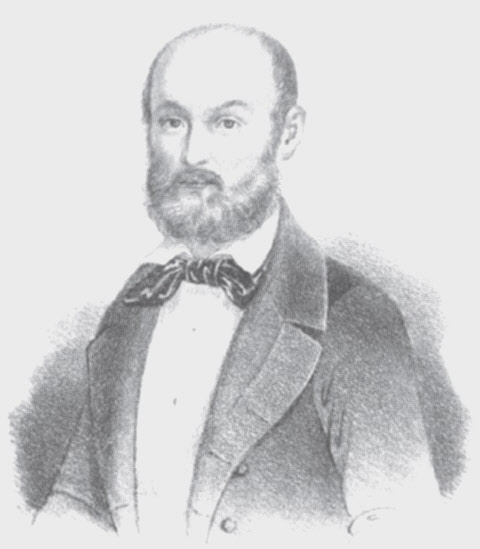
Gustav Struve

Al Festival di Hambach del 1832 già si erano colti i primi segnali di sollevazione politica noti come Vormärz ("pre-marzo"). Tra i partecipanti alla festa vi fu anche Johann Philipp Becker. Dopo lo scoppio della rivoluzione del 1848 in Francia a Parigi e la proclamazione della seconda repubblica francese, i rivoluzionari iniziarono subito ad interessarsi alla causa del Baden che per primo aveva manifestato tendenze di ribellione.
La rivoluzione tedesca partì non solo dalla città di Baden ma anche dalla fortezza di Rastadt, dove le truppe locali si ribellarono al governo centrale schierandosi coi rivoluzionari.
La prima fase della rivoluzione badense si ebbe tra il marzo ed il settembre del 1848 quando vi furono due tentativi di costituire una vera e propria repubblica, abolendo quindi la monarchia del granducato. Il primo di questi fu la rivolta di Hecker, a cui fece seguito la seconda fase rappresentata dal cosiddetto "Putsch di Struve", una rivolta guidata da Gustav Struve a Lörrach. Con la sconfitta di Friedrich Hecker e dei suoi seguaci a Kandern ed il suo esilio, seguito dall'arresto di Gustav Struve a settembre, questa prima fase della rivoluzione ebbe fine.
La terza fase della rivolta si aprì quando il governo del Baden (come la maggior parte degli stati preunitari tedeschi) si rifiutò di sottoscrivere la costituzione tedesca approvata dal Parlamento di Francoforte, fatto che portò a nuove insurrezioni nel maggio del 1849, non solo nel Baden ma anche in altri stati (in particolare nel Palatinato). I rivoluzionari portarono avanti una campagna per forzare l'adozione della costituzione da parte degli stati con l'uso della forza. Questa seconda fase si concluse nel Baden con la sconfitta dei ribelli nell'ultima battaglia che si tenne nel luglio del 1849 tra le truppe prussiane giunte per riportare il governo badense al suo posto e i rivoltosi che avevano fatto della fortezza di Rastadt il loro ultimo baluardo.
Dopo tre settimane di accerchiamento della fortezza di Rastadt, i rivoltosi si arresero al generale Groeben. Il governatore della fortezza passò il testimone al generale prussiano Heinrich von Holleben. Con quest'ultimo atto si concluse ufficialmente la rivoluzione badense. L'esercito del Baden venne sciolto e poi ricostituito come esercito granducale sotto la guida prussiana. Molti dei ribelli, tra i quali Struve, Brentano, Carl Schurz, Friedrich Engels e Friedrich Beust riuscirono a fuggire, mentre altri vennero arrestati e mandati alla corte marziale. Con la caduta di Rastadt, il comandante prussiano Karl Alois Fickler, fratello dell'agitatore Joseph Fickler, venne incaricato di svolgere il ruolo di avvocato difensore dei ribelli. I tribunali badensi condannarono 27 persone alla pena capitale per fucilazione (incluso l'ultimo comandante della fortezza di Rastadt, Gustav Tiedemann) e condannarono gli altri rivoltosi al carcere.
Le caratteristiche della rivoluzione badense, a differenza delle altri rivolte scoppiate nel territorio della Confederazione Germanica, fu la persistente richiesta dell'istituzione di una repubblica di tipo democratico. Per contro, altri rivoluzionari si erano detti comunque favorevoli a una monarchia ereditaria che però fosse costituzionale.
Rivoluzionari radical-democratici e i primi socialisti erano gruppi particolarmente presenti nel Baden. Alcuni dei principali capi di questa rivoluzione furono Friedrich Hecker, Gustav Struve e sua moglie Amalie, Gottfried Kinkel, Georg Herwegh e sua moglie Emma. Oltre a questi, Wilhelm Liebknecht, che all'epoca era semi-sconosciuto, fu poi uno dei fondatori del Partito Social Democratico dei Lavoratori della Germania (SDAP), predecessore del Partito Socialdemocratico di Germania (SPD); egli prese parte nel settembre del 1848 alla rivolta di Lörrach e nel maggio del 1849 alla rivolta di Struve come suo assistente personale.
Il socialista Friedrich Engels che, proprio durante la rivoluzione di marzo scriveva per il Neue Rheinische Zeitung pubblicato a Colonia da Karl Marx, prese anch'egli parte attiva alla fase finale della rivoluzione badense nel 1849. Anche Fritz e Mathilde Franziska Anneke da Colonia si unirono nella parte finale dei combattimenti ai rivoltosi del Baden.